# مارتینو (استان کرجالی)
مارتینو (به بلغاری: Martino) یک منطقهٔ مسکونی در بلغارستان است که در شهرستان کاردژالی واقع شده‌است.